# Libreboot
Libreboot (conocido brevemente como GNU Libreboot) es un proyecto de Software Libre basado en coreboot cuyo objetivo es reemplazar la BIOS privativa en la mayoría de ordenadores con un sistema operativo libre. Está diseñado para hacer las mínimas tareas necesarias para cargar un sistema operativo de 32-bit o 64-bits.

## Características
Libreboot está establecida como una distribución de coreboot, removiendo algunos blobs binarios de manera pragmática y facilitando su uso mediante una configuración e instalación automatizada.
El proyecto Libreboot ha hecho posible las modificaciones para variantes de ThinkPad, Chromebook y MacBook completamente libres. También de algunos ordenadores de sobremesa y servidores.
Funciona con GNU/Linux, siempre y cuando use KMS para los gráficos, BSD y Windows, aunque el proyecto Libreboot recomienda evitar usar este último.

## Historia
Libreboot inició en 2013 para hacer una versión completamente libre de coreboot (removiendo los blobs binarios incluidos en el código fuente). El proyecto fue iniciado por Leah Rowe. Desde febrero de 2015 el proyecto fue respaldado por la Free Software Foundation. Se hizo parte del proyecto GNU en mayo de 2016.
En septiembre de 2016 los desarrolladores anunciaron que el proyecto dejaría el proyecto GNU y en enero de 2017. Richard Stallman anunció que el proyecto dejó el proyecto GNU.

## Descubrimiento de Problemas de seguridad de Intel por parte del proyecto
En mayo de 2017, Intel confirmó y parcheó una elevación de privilegios (CVE-2017-5689) en su firmware "Management Engine" Un error sospechado por las comunidades de Libreboot y Coreboot. Cada plataforma de Intel desde Intel Standar Manageabilty, o Small Business technology tiene al menos una vulnerabilidad en el IME.

## Sistemas soportados
El soporte de Libreboot incluye los siguientes sistemas:
- Placas de servidor: Asus KFSN4-DRE y Asus KGPE-D16
- Placas de sobremesa: Asus KCMA-D8, Intel D510MO, Gigabyte GA-G41M-ES2L, and Apple iMac 5,2
- Portátiles: Asus Chromebook C201, Lenovo ThinkPad X60, X60s y X60 Tablet, Lenovo ThinkPad T60 (Modelos con GPUs ATI no pueden usar la VGA BIOS privativa, Lenovo ThinkPad X200, X200s (Algunas excepciones) y X200 Tablet, Lenovo ThinkPad R400, Lenovo ThinkPad T400 y T400s, Lenovo ThinkPad T500, Apple MacBook de 2006 y 2007.